# Мікель Айнсалу
Мікель Айнсалу (ест. Mihkel Ainsalu; нар. 8 березня 1996, Тарту, Естонія) — естонський футболіст, центральний півзахисник клубу «Левадія».

## Клубна кар'єра
Вихованець футбольної академії Андреса Опера та клубу «Нимме Калью». У 2012 році почав виступати за другий склад «Нимме Калью». 20 липня 2013 року дебютував в основному складі клубу в матчі вищої ліги Естонії проти «Таммека», замінивши на 76-й хвилині Роберта Кірса. Всього за «Нимме» зіграв у вищому дивізіоні 13 матчів.
У 2015 році перейшов у «Флору». Дебютний матч за клуб у чемпіонаті Естонії зіграв 21 березня 2015 проти «Калева» (Сілламяе), а першим голом відзначився 18 квітня 2015 року в воротах «Пярну». У складі «Флори» ставав чемпіоном Естонії (2015, 2017), володарем Кубка (2015/16) та Суперкубку країни (2016).
20 серпня 2020 року підписав контракт зі «Львовом».

## Кар'єра в збірній
Виступав за юнацькі та молодіжні збірні Естонії, починаючи з 16 років. У складі молодіжної (U-21) збірної зіграв понад 20 матчів.
У національній збірній Естонії дебютував 23 листопада 2017 року в переможному (1:0) виїзному товариському матчі проти Вануату.

## Статистика виступів

### Клубна
Станом на 19 листопада 2017
| Клуб              | Сезон             | Чемпіонат           | Чемпіонат | Чемпіонат | Кубок | Кубок | Єврокубки | Єврокубки | Інші  | Інші | Загалом | Загалом |
| Клуб              | Сезон             | Ліга                | Матчі     | Голи      | Матчі | Голи  | Матчі     | Голи      | Матчі | Голи | Матчі   | Голи    |
| ----------------- | ----------------- | ------------------- | --------- | --------- | ----- | ----- | --------- | --------- | ----- | ---- | ------- | ------- |
| «Нимме Калью II»  | 2012              | II ліга схід/північ | 13        | 1         | 0     | 0     | –         | –         | 0     | 0    | 13      | 1       |
| «Нимме Калью II»  | 2013              | Есілііга Б          | 26        | 10        | 0     | 0     | –         | –         | 0     | 0    | 26      | 10      |
| «Нимме Калью II»  | 2014              | Есілііга            | 17        | 1         | 0     | 0     | –         | –         | 0     | 0    | 17      | 1       |
| «Нимме Калью II»  | Загалом           | Загалом             | 56        | 12        | 0     | 0     | 0         | 0         | 0     | 0    | 56      | 12      |
| «Нимме Калью»     | 2013              | Мейстріліга         | 3         | 0         | 1     | 0     | 0         | 0         | 0     | 0    | 4       | 0       |
| «Нимме Калью»     | 2014              | Мейстріліга         | 10        | 0         | 1     | 0     | 0         | 0         | 0     | 0    | 11      | 0       |
| «Нимме Калью»     | Загалом           | Загалом             | 13        | 0         | 2     | 0     | 0         | 0         | 0     | 0    | 15      | 0       |
| «Флора» (Таллінн) | 2015              | Мейстріліга         | 14        | 2         | 3     | 0     | 0         | 0         | 0     | 0    | 17      | 2       |
| «Флора» (Таллінн) | 2016              | Мейстріліга         | 26        | 2         | 5     | 0     | 1         | 0         | 1     | 0    | 33      | 2       |
| «Флора» (Таллінн) | 2017              | Мейстріліга         | 35        | 8         | 0     | 0     | 2         | 1         | 1     | 0    | 0       | 0       |
| «Флора» (Таллінн) | Загалом           | Загалом             | 75        | 12        | 8     | 0     | 3         | 1         | 2     | 0    | 88      | 13      |
| «Флора-2» (дубль) | 2015              | Есілііга            | 5         | 2         | 0     | 0     | –         | –         | 0     | 0    | 5       | 2       |
| Усього за кар'єру | Усього за кар'єру | Усього за кар'єру   | 149       | 26        | 10    | 0     | 3         | 1         | 2     | 0    | 164     | 27      |

1. ↑  Кубок Естонії
2. ↑  Суперкубок Естонії
3. ↑  Поєдинки у Лізі чемпіонів
4. ↑  Поєдинки у Лізі Європи

### У збірній

#### По роках
Станом на 7 січня 2018
| національна збірна Естонії | національна збірна Естонії | національна збірна Естонії |
| Рік                        | Матчі                      | Голи                       |
| -------------------------- | -------------------------- | -------------------------- |
| 2017                       | 2                          | 0                          |
| 2018                       | 1                          | 0                          |
| Загалом                    | 3                          | 0                          |

#### По матчах
| Дата       | Місто     | Господарі      | Результат | Гості      | Турнір            | Голи | Примітки |
| ---------- | --------- | -------------- | --------- | ---------- | ----------------- | ---- | -------- |
| 23-11-2017 | Порт-Віла | Вануату        | 0 – 1     | Естонія    | товариський матч  | -    | 86'      |
| 26-11-2017 | Нумеа     | Нова Каледонія | 1 – 1     | Естонія    | товариський матч  | -    | 74'      |
| 7-1-2018   | Абу-Дабі  | Естонія        | 1 – 1     | Швеція     | товариський матч  | -    | 46'      |
| 9-9-2019   | Таллінн   | Естонія        | 0 – 4     | Нідерланди | Відбір до ЧЄ 2020 | -    | 87'      |
| 13-10-2019 | Таллінн   | Естонія        | 0 – 3     | Німеччина  | Відбір до ЧЄ 2020 | -    |          |
| 14-11-2019 | Запоріжжя | Україна        | 1 – 0     | Естонія    | товариський матч  | -    | 62'      |
| 19-11-2019 | Амстердам | Нідерланди     | 5 – 0     | Естонія    | Відбір до ЧЄ 2020 | -    |          |
| Усього     |           | Матчів         | 7         |            | Голів             | 0    |          |

## Досягнення

### Клубні
«Нимме Калью II»
- Есілііга Б
  -  Чемпіон (1): 2013

«Флора»
- Мейстріліга
  -  Чемпіон (3): 2015, 2017, 2019

- Кубок Естонії
  -  Володар (2): 2015/16, 2019/20

- Суперкубок Естонії
  -  Володар (2): 2016, 2020

«Левадія»
- Мейстріліга
  -  Чемпіон (1): 2024
- Кубок Естонії
  -  Володар (1): 2023/24
- Суперкубок Естонії
  -  Володар (1): 2025